# Fútbol en Escocia
El fútbol o balompié es uno de los deportes más populares en Escocia y es uno de los deportes nacionales. Hay una larga tradición de partidos de football en Orkney, Lewis y en el sur de Escocia, especialmente en los Borders, aunque muchos de estos incluían llevar la pelota y pasarla con la mano, a pesar de que el football no tenía ningún parecido con el fútbol actual.
El juego moderno (Asociación de Fútbol) comenzó a hacerse popular en el siglo XIX en el centro oeste de Escocia, principalmente en Glasgow y Dunbartonshire. Escocia tiene la segunda Asociación de Fútbol más vieja del mundo (detrás de la FA de Inglaterra), y también tiene la segunda copa más vieja, la Copa de Escocia.

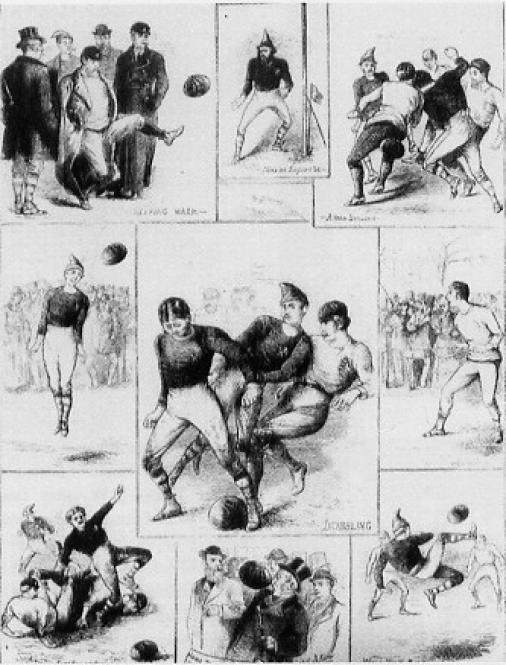
El primer partido internacional oficial de balompié, Escocia contra Inglaterra, guardado por la Unión de Rugby Fútbol como un temprano ejemplo de rugby fútbol.

## Orígenes
El fútbol se practica en Escocia desde principios del siglo XV, ya que fue prohibido por el Acta de Fútbol de 1424 y, aunque fue cayendo en desuso, no fue derogado hasta 1906. Hay evidencias de estudiantes practicando un partido de football en Aberdeen en 1633 (algunas referencias citan 1636), lo que es notable como una temprana alusión de "estar pasando la pelota". La palabra "pasar" en la más reciente traducción es derivada de "huc percute" (golpearla aquí) y luego "repercute pilam" (golpear la pelota nuevamente), en latín original. No es certero que el balón fuese pasado entre miembros del mismo equipo. La palabra original traducida como "goal" es "metum", que significa literalmente "pilar o columna en cada extremo del circuito del circo" en una carrera de carros romanos. Hay una referencia que dice que "se debe tener el control del balón antes de que otro jugador lo haga" (en latín, Praaeripe illi pilam si possis agere), lo que sugiere que agarrar la pelota estaba permitido. Una oración de una traducción original de 1930 señala que se permitía "tirarse uno mismo contra el rival".
Está claro que el juego era violento y que las entradas estaban permitidas, incluyendo la "carga" y empujar o agarrar a los jugadores contrarios ("traer a es hombre de vuelta" en la traducción original, repelle eum en latín). Se ha sugerido que el juego tiene grandes similitudes con el rugby fútbol. Al contrario de reportes periodísticos de 2006, no hay referencias sobre pases hacia delante, reglas de juego, marcajes entre jugadores y formación de equipos. Estos reportes lo describen como un "nuevo y asombroso descubrimiento", pero actualmente está bien documentado en la historia del fútbol desde comienzos del siglo XX y disponible en Internet como mínimo desde el 2000. Las escuelas públicas inglesas, como Eton y Harrow, "civilizaron" al juego mediante la creación de reglas que alentaron a los jugadores a patear el balón y les prohibieron cargarlo con las manos.

## Asociación Escocesa de Fútbol
La Asociación Escocesa de Fútbol (SFA, según sus siglas en inglés) es el principal organismo del balompié escocés. Se incluyen entre los miembros de la SFA a los equipos de Escocia y a las asociaciones nacionales asociadas como también a las asociaciones locales. Se formó en 1873, siendo así la segunda asociación nacional de fútbol más vieja del mundo.
La SFA es responsable por las intervenciones del Seleccionado Nacional de Escocia, de la Copa de Escocia, que se realiza anualmente, y de otras importantes obligaciones para el funcionamiento del juego en Escocia.

## Liga
El fútbol de liga en Escocia se reparte entre la Premier League de Escocia y la Liga de Fútbol de Escocia. Por debajo de estas ligas existe un sistema regional de ligas semi-profesionales y aficionadas, entre las que se destacan:
- Liga Highland
- Liga del Este de Escocia
- Liga del Sur de Escocia
- Ligas Junior

### Premier League de Escocia

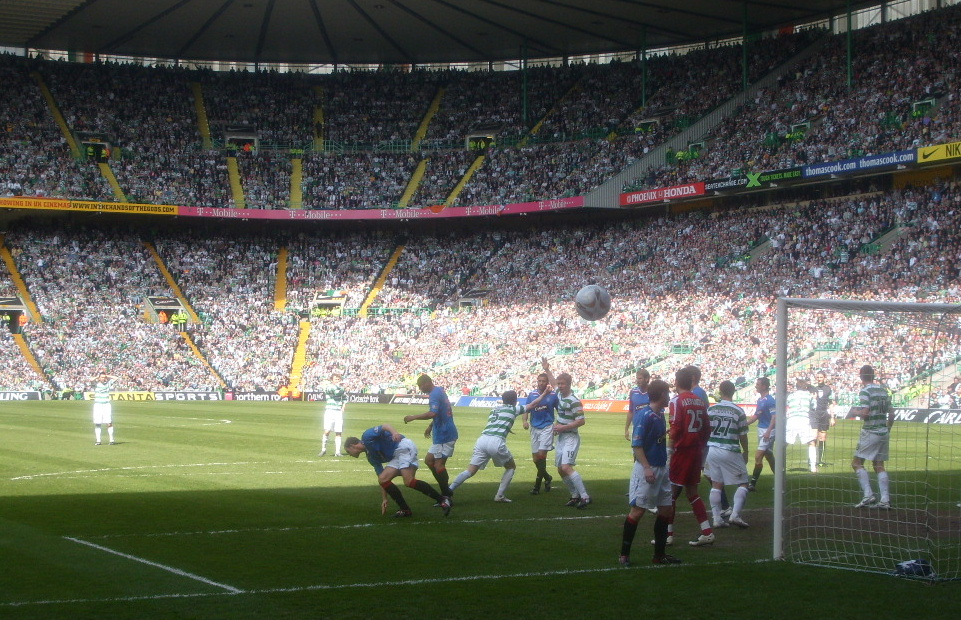
Partido de la Old Firm jugado el 27 de abril de 2008

La Premier League de Escocia (SPL, según sus siglas en inglés) es la liga más importante en Escocia, y consiste en una sola división de 12 equipos. Existe desde 1998, ya que antes de eso la liga más importante era la División Premier de la Liga de Fútbol de Escocia. Esta liga tiene una de las rivalidades balompédicas más famosas en el mundo, entre el Celtic FC y el Rangers FC. Ambos clubes son conocidos como la 'Old Firm', en virtud de la rentabilidad de su rivalidad. Ambos equipos han ganado más títulos que otros equipos como el Real Madrid y el AC Milan, quienes luchan para alcanzar a la Old Firm en cantidad de ligas ganadas (Rangers ha ganado 55 campeonatos de liga y el Celtic, 51). Rangers es el equipo que más campeonatos de liga ha ganado en el mundo y está segunda en términos de trofeos ganados, sólo detrás de Linfield F.C. de Irlanda del Norte.

### Liga de Fútbol de Escocia
La Liga de Fútbol de Escocia (SFL, según sus siglas en inglés) reside debajo de la SPL, y consiste en tres divisiones, con 10 equipos cada una. Estas son:
- Primera División de Escocia
- Segunda División de Escocia
- Tercera División de Escocia

Los equipos son relegados y promovidos entre las divisiones, pero la relegación de la Tercera División no puede ocurrir, aunque desde la temporada 2005-06 se puede descender de la Tercera División sólo si un club termina último en tres temporadas seguidas. En caso de abandono o retirada de un equipo (por motivos económicos, etc.), un equipo fuera de liga de nivel sénior debe ser elegido en su lugar. El campeón de la Primera División es elegible para lograr la promoción a la SPL, pero en el pasado algunos equipos fueron incapaces para hacerlo debido a que su estadio no cumplía con los requisitos necesarios. Previamente, los requisitos eran que los clubes debían tener una capacidad para 10 000 personas en su estadio, pero esto fue reducido a 6.000. Los clubes también deben tener sistemas de calefacción debajo del campo de juego, para evitar la cancelación de partidos a causa de canchas congeladas.
Queen's Park F.C., únicamente, es el único equipo verdaderamente aficionado (los jugadores no perciben salarios) que queda en la Liga, siendo un miembro de ella desde 1900. En teoría, el club podría calificar para la promoción a la SPL debido a que usan el Hampden Park, pero no han jugado en la división más alta del fútbol escocés desde la temporada 1957-58.

### Nivel sénior fuera de liga
Fuera de la SFL hay una serie de ligas regionalizadas. Este nivel es conocido como "fuera de liga" y estas tres ligas son conocidas como "fueras de liga senior".
- Liga de Fútbol Highland, cubriendo el norte, noreste y noroeste de Escocia, no las Highlands como su nombre sugiere. Esta liga ha sido golpeada duramente por un número de "deserciones" a la SFL, aunque se ha compensado por la admisión de nuevos equipos a la liga de una forma similar. Ejemplos recientes incluyen a Inverurie Loco Works F.C..
- Liga de Fútbol del Este de Escocia, cubriendo Lothian y los Borders.
- Liga de Fútbol del Sur de Escocia, cubriendo el sudoeste de Escocia.

Clubes de este nivel tienen derecho a participar en torneos para clasificar a la Copa de Escocia, siempre que su estadio cumpla ciertos requisitos. Los clubes clasifican por la participación en la Copa de Clasificación de Escocia (Norte), para los equipos de la Liga Highland y el Golspie Sutherland, un equipo amateur que juega en la Liga de Fútbol de Caledonia del Norte o en la Copa de Clasificación de Escocia (Sur), para los clubes del este y el sur de Escocia (aunque muchos de estos equipos no participan debido a prestaciones del estadio inadecuadas), y también para Burntisland Shipyard Amateur F.C., Glasgow University F.C. y Girvan F.C..

### Fútbol Junior
Fuera de las tres ligas "senior" en el nivel fuera de liga, existen las ligas "junior". Aunque son llamadas junior, esto se refiere al nivel de fútbol jugado, no a la edad de los participantes. Las ligas junior son organizadas por la Asociación de Fútbol Junior de Escocia y están regionalizadas en tres áreas: norte, este y oeste. Existe una Copa Junior de Escocia en la que participan todos los miembros de la asociación. Esta competición se realiza desde el siglo XIX.
Los equipos junior, a diferencia de los equipos sénior en el nivel fuera de liga, no estaban entre los principales elegibles para participar en la Copa de Escocia hasta 2007-08. La única excepción previa a esta regla era el Girvan F.C., que participaba en la Copa de Clasificación de Escocia (Sur) en virtud de que optaron por cambiarse del nivel sénior al junior, pero todavía retenían su derecho para intentar clasificar. Desde la Copa de Escocia 2007-08 los ganadores de cada una de las tres ligas regionales y el ganador de la Copa Junior ingresaran directamente a la primera ronda de la Copa de Escocia, siguiendo una decisión de la SFA de dejarlos entrar en la Reunión General Anual previa.

### Fútbol no profesional
Hay un gran número de futbolistas nivel aficionado en Escocia; juegan a través de la región en ligas de variado nivel, normalmente confinadas a un área geográfica específicamente localizada. Muchos de los clubes amateurs tienen equipos en más de una liga amateur. Algunos de los equipos son conocidos por una historia de éxitos y por producir jugadores que continúan jugando en un nivel superior, como el Drumchapel Amateur F.C.. Las actividades de los equipos en un nivel amateur son coordinadas por la Asociación de Fútbol Amateur de Escocia.

## Competiciones de Copa

### Copa de Escocia

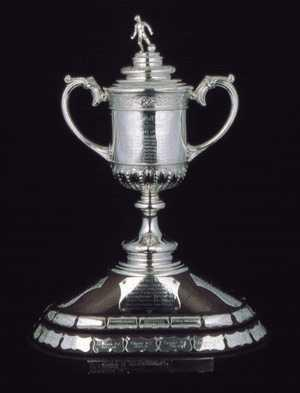
Copa de Escocia

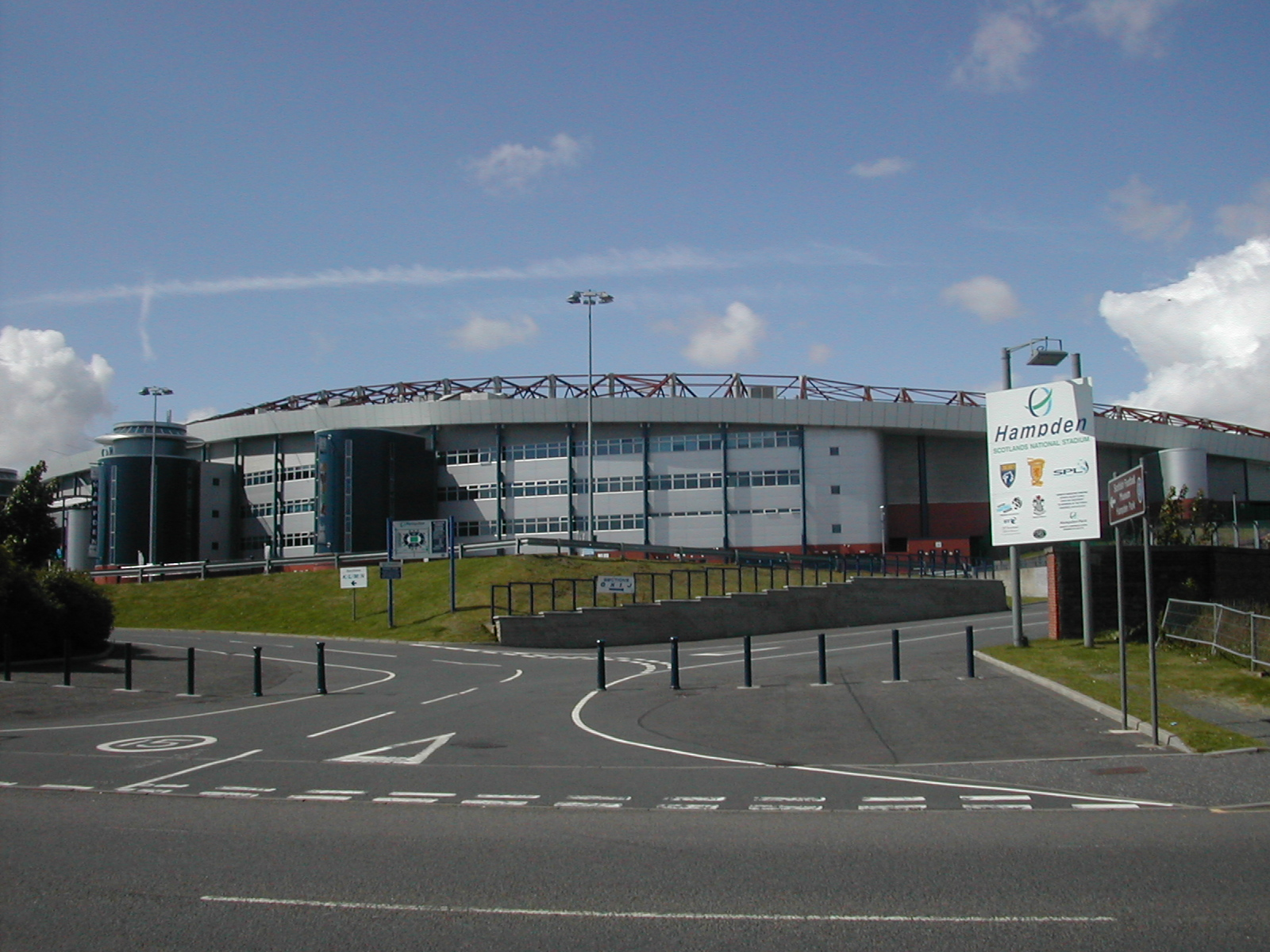
Hampden Park, estadio donde se juega la final de la Copa de Escocia. Además, aquí ejerce la localía la Selección Nacional y el Queen's Park F.C..

La Copa de Escocia es la segunda competición de copa nacional más vieja del mundo, realizada por primera vez en 1873 y que es sólo precedida por la FA Cup inglesa. Es un torneo de eliminatorias con sólo un partido, y un replay en caso de empate en el primer partido. Los 12 equipos de la Premier League de Escocia entran automáticamente al torneo, como también los 30 equipos de la Liga Escocesa de Fútbol. Un número de equipos que no pertenecen a ninguna liga participan en virtud de haber clasificado por una de las dos copas clasificatorias por región o, desde la temporada 2007-08, por haber ganado la Copa Junior de Escocia o una de las tres ligas Junior por región. La final se juega generalmente en Hampden Park.

### Copa de la Liga de Escocia
La Copa de la Liga de Escocia está abierta a miembros de la Premier League de Escocia y de la Liga de Fútbol de Escocia. Esta competición se realiza desde la temporada 1946-47.

### Copa Desafío de Escocia
La Copa Desafío de Escocia está abierta a miembros de la Liga de Fútbol de Escocia. Esta competencia se realiza desde la temporada 1990-91.

### Copa Junior de Escocia
La Copa Junior de Escocia se realiza desde la temporada 1886-87 y participan en ella la mayoría de los equipos de las ligas junior. Actualmente, unos 160 equipos son elegibles para participar en ella.

### Copa de las Escuelas Irn Bru de Escocia
La Copa de las Escuelas Irn Bru de Escocia se realiza desde 1999 y participan en ella equipos de las escuelas escocesas. Actualmente, 190 escuelas pueden participar en ella.

## Competencias europeas

### Liga de Campeones de la UEFA
Los siguientes equipos han clasificado para las rondas eliminatorias de la Liga de Campeones de la UEFA:
- Celtic F.C. (2006-07, 2007-08 - Últimos 16)
- Rangers F.C. (2005-06 - Últimos 16)

El Celtic F.C. es el único equipo escocés que ha ganado la Liga de Campeones de la UEFA. Esto sucedió en la copa del año 1966-67, cuando le ganó al Inter de Milán por 2 a 1 en la final. Además, fue finalista en la temporada 1969-70, pero perdió con el Feyenoord por el mismo resultado.

## Selección nacional

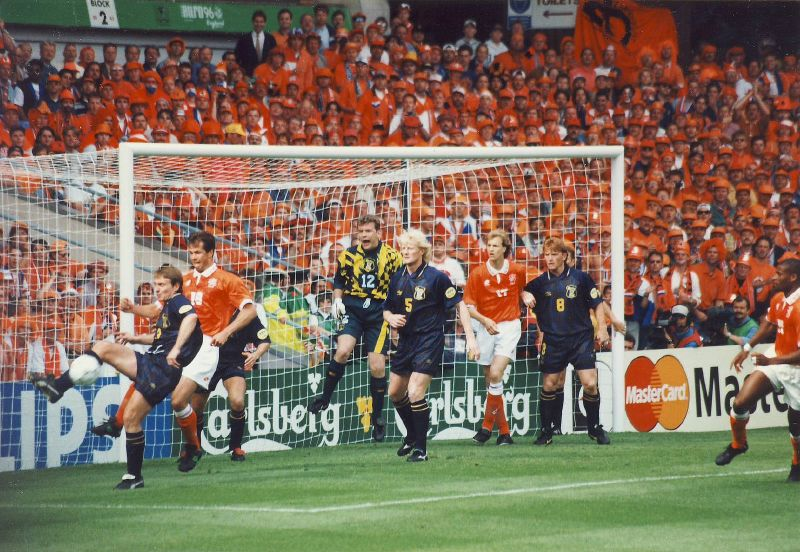
Partido entre los seleccionados de Escocia (azul) y los Países Bajos (naranja) en el Villa Park durante la Eurocopa 1996.

El equipo de la Selección Nacional de Escocia representa al país en los partidos internacionales y es controlado por la Asociación Escocesa de Fútbol. El equipo ha jugado más partidos internacionales que cualquier otro país contra Inglaterra, contra los cuales jugaron el primer partido de fútbol internacional en Hamilton Crescent, Partick, Glasgow en 1872. Escocia ha clasificado para ocho Copas del Mundo y para dos Eurocopas, pero nunca ha superado la primera ronda.
El equipo escocés se ha vuelto famoso por sus aficionados viajeros, conocidos como la Tartan Army, que han ganado premios de la UEFA por su combinación de apoyo vocal, su naturaleza amigable y sus trabajos de caridad.

## Equipos

### Equipos escoceses en competiciones internacionales
En total, los equipos escoceses han ganado 4 títulos internacionales:
- 1 Copa de Europa (del Celtic, en 1966/67).
- 1 Supercopa (del Aberdeen en 1983).
- 2 Recopas (una del Rangers, en 1971/72, y una del Aberdeen, en 1982/83).

#### Tabla histórica general
A continuación se muestra un resumen de la Tabla Histórica General de todos los equipos que han disputado los torneos anteriormente mencionados, a excepción de la Copa de Ferias, al no ser organizada por la UEFA ni la FIFA.
| Pos. | Club                    | Part. | Pts | PJ  | PG  | PE | PP | Rdm.   | Tit. | Sub. |
| ---- | ----------------------- | ----- | --- | --- | --- | -- | -- | ------ | ---- | ---- |
| 1    | Celtic FC               | 52    | 437 | 270 | 130 | 47 | 93 | 53.9 % | 1    | 3    |
| 2    | Rangers FC              | 56    | 434 | 291 | 120 | 74 | 97 | 49.7 % | 1    | 3    |
| 3    | Aberdeen FC             | 28    | 157 | 107 | 43  | 28 | 36 | 48.9 % | 2    |      |
| 4    | Dundee United           | 22    | 152 | 100 | 41  | 29 | 30 | 50.6 % |      | 1    |
| 5    | Heart of Midlothian FC  | 18    | 85  | 64  | 24  | 13 | 27 | 44.2 % |      |      |
| 6    | Hibernian FC            | 15    | 72  | 50  | 20  | 12 | 18 | 48.0 % |      |      |
| 7    | Dundee FC               | 7     | 35  | 26  | 11  | 2  | 13 | 44.8 % |      |      |
| 8    | Motherwell FC           | 7     | 28  | 26  | 9   | 1  | 16 | 35.8 % |      |      |
| 9    | Dunfermline Athletic FC | 4     | 25  | 18  | 7   | 4  | 7  | 46.2 % |      |      |
| 10   | Kilmarnock FC           | 5     | 24  | 20  | 6   | 6  | 8  | 40.0 % |      |      |

## Temporadas
Los siguientes artículos detallan los mayores resultados y eventos de cada temporada desde 1890, cuando la Liga de Escocia fue formada. Cada artículo provee la tabla final de la liga para esa temporada, con la excepción de la actual, como también detalles de resultados de la copa, los resultados de la Selección Nacional de Escocia y un resumen de cualquier otro evento importante durante la temporada.
| 1870s | 1870-71 | 1871-72 | 1872-73 | 1873-74 | 1874-75 | 1875-76 | 1876-77 | 1877-78 | 1878-79 | 1879-80 |
| 1880s | 1880-81 | 1881-82 | 1882-83 | 1883-84 | 1884-85 | 1885-86 | 1886-87 | 1887-88 | 1888-89 | 1889-90 |
| 1890s | 1890-91 | 1891-92 | 1892-93 | 1893-94 | 1894-95 | 1895-96 | 1896-97 | 1897-98 | 1898-99 | 1899-00 |
| 1900s | 1900-01 | 1901-02 | 1902-03 | 1903-04 | 1904-05 | 1905-06 | 1906-07 | 1907-08 | 1908-09 | 1909-10 |
| 1910s | 1910-11 | 1911-12 | 1912-13 | 1913-14 | 1914-15 | 1915-16 | 1916-17 | 1917-18 | 1918-19 | 1919-20 |
| 1920s | 1920-21 | 1921-22 | 1922-23 | 1923-24 | 1924-25 | 1925-26 | 1926-27 | 1927-28 | 1928-29 | 1929-30 |
| 1930s | 1930-31 | 1931-32 | 1932-33 | 1933-34 | 1934-35 | 1935-36 | 1936-37 | 1937-38 | 1938-39 | 1939-40 |
| 1940s | 1940-41 | 1941-42 | 1942-43 | 1943-44 | 1944-45 | 1945-46 | 1946-47 | 1947-48 | 1948-49 | 1949-50 |
| 1950s | 1950-51 | 1951-52 | 1952-53 | 1953-54 | 1954-55 | 1955-56 | 1956-57 | 1957-58 | 1958-59 | 1959-60 |
| 1960s | 1960-61 | 1961-62 | 1962-63 | 1963-64 | 1964-65 | 1965-66 | 1966-67 | 1967-68 | 1968-69 | 1969-70 |
| 1970s | 1970-71 | 1971-72 | 1972-73 | 1973-74 | 1974-75 | 1975-76 | 1976-77 | 1977-78 | 1978-79 | 1979-80 |
| 1980s | 1980-81 | 1981-82 | 1982-83 | 1983-84 | 1984-85 | 1985-86 | 1986-87 | 1987-88 | 1988-89 | 1989-90 |
| 1990s | 1990-91 | 1991-92 | 1992-93 | 1993-94 | 1994-95 | 1995-96 | 1996-97 | 1997-98 | 1998-99 | 1999–00 |
| 2000s | 2000-01 | 2001-02 | 2002-03 | 2003-04 | 2004-05 | 2005-06 | 2006-07 | 2007-08 | 2008-09 | 2009-10 |

## Fútbol femenino
Como su homólogo inglés, el fútbol femenino en Escocia es largamente visto como un juego amateur, dándole énfasis a las competiciones masculinas. Como en la masculina, la estructura de la liga femenina consiste de una Premier League y una Liga de Fútbol con una Primera División y una Segunda, la cual se divide en las siguientes regiones: Norte, Oeste y Centro y Este. En la SFL femenina, la reserva y los equipos juveniles pueden competir, siempre y cuando no compitan en la misma división que el equipo titular. También hay tres competiciones de copa: la Copa de Escocia, la Copa de la Premier League y la Copa de la Liga.